# Roi Lot
Pour les articles homonymes, voir Lot et Loth.
Lot ou Loth est, selon la légende arthurienne, le roi de Lothian. Il est surtout connu comme le père de Sire Gauvain. Les données hagiographiques concernant Saint Kentigern (également connu sous le nom de Saint Mungo) mentionnent un Leudonus, roi de Leudonia, nom latin pour Lothian. Plus tard, Geoffrey de Monmouth mentionne un Lot, roi de Lothian dans sa chronique Historia Regum Britanniae, en le décrivant comme l'allié du roi Arthur. Lot apparaît régulièrement dans les romans plus tardifs.
Si Lot est principalement connu comme le roi de Lothian, d'autres sources le présentent comme le roi des Orcades, et parfois de la Norvège. Il est généralement décrit comme le mari de la sœur d'Arthur ou de sa demi-sœur, diversement nommée Anna ou Morgause. Les noms et le nombre de ses enfants varient en fonction des sources, mais traditionnellement lui sont attribués pour fils Gauvain, Agravain, Gaheris, Gareth et Mordred.

## Origine
Un roi éponyme de Lothian apparaît dans les deux sources premières, latine et galloise. Une vie fragmentaire de Saint Kentigern compte un Leudonus de Leudonia comme grand-père maternel de Saint Kentigern, également connu sous le nom de Mungo. Geoffrey de Monmouth semble s'en inspirer pour décrire le roi appelé Lot ou Loth dans son Historia Regum Britanniae. Bien que ses sources soient obscures, son choix de nom est probablement basé sur la ressemblance avec  « Lodonesia », un nom latinisé typique de Lothian.

## Description

### Dans l'Historia Regum Britanniae
Lot est d'abord mentionné comme un vassal fidèle à Uther Pendragon, roi de la Grande-Bretagne, dans les guerres contre Octa, le roi saxon de Kent. Quand Uther tombe malade, il marie sa fille Anna à Lot, et les confie à la surveillance du royaume. Lot et Anna ont deux fils, Gauvain et Mordred. Lorsque le fils d'Uther, Arthur, devient roi, il aide Lot et ses frères à retrouver leurs territoires tombés aux mains des Saxons. 
Lot est également l'héritier du royaume de Norvège, en tant que neveu du roi précédent Sichelm. Avec l'aide d'Arthur, il reprend le royaume à l'usurpateur Riculf. Lot mène plus tard l'une des armées d'Arthur dans sa guerre contre l'empereur Lucius de Rome.

### Dans les romans arthuriens

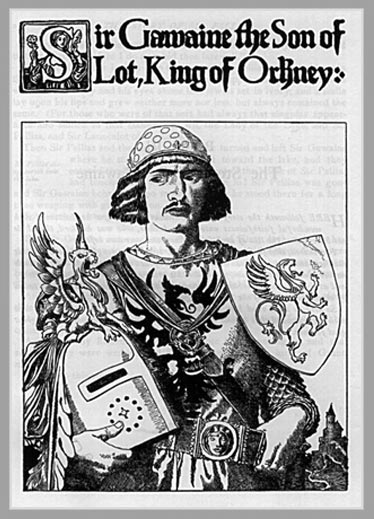
Sire Gauvain, fils du roi Lot des Orcades (par Howard Pyle).

Les premiers romans, ceux de Chrétien de Troyes, se réfèrent souvent à Lot mais il reçoit rarement plus d'une mention, et seulement dans le cadre de sa filiation avec Gauvain. Dans certaines versions, sa femme s'appelle Morcades, un nom que Roger Sherman Loomis pense être une variante de celui de la fée Morgane. Le héros de Chrétien de Troyes Yvain, dans Yvain ou le Chevalier au lion, est identifié dans les sources galloise sous le nom d'Owain, fils d'Urien, le père supposé de Kentigern. Un article de J. C. Lozac'hmeur identifie des similitudes entre le roman de Chrétien de Troyes et les récits autour de Kentigern.
Lot d'Orcanie est le fils d'un dénommé Hector (lui-même descendant de la lignée de Joseph d'Arimathie) et de la fille du roi de Norgules (Norgalles, c'est-à-dire royaume de Gwynedd ; Tradelinant de Norgalles est un personnage récurrent des légendes arthuriennes). Il devient roi et prend pour femme Morgause, la demi-sœur du roi Arthur, avec laquelle il a quatre fils : Gauvain, Agravain, Gaheris et Gareth. On lui attribua aussi la paternité de Mordred, qui est le fils incestueux d'Arthur dans les légendes les plus tardives. Dans Lancelot ou le Chevalier de la charrette, il a aussi un fils du nom de Loth le Preux, chevalier de la Table Ronde. Dans le Roman de Brut de Wace, il est baron de Lothian.

## Adaptations modernes
Dans le roman de Jean Markale La Naissance du roi Arthur, Lot recueille un loup amical dont il trouve le comportement étrange. Il s'agit en fait d'un de ses amis resté métamorphosé car sa femme lui a volé ses vêtements avec son amant. Cette histoire est vraisemblablement basée sur le récit du bisclaveret de Marie de France, mais Jean Markale ne cite pas ses propres sources.

Le roi Loth est également présent dans la série Kaamelott d'Alexandre Astier, interprété par le comédien François Rollin, où son personnage est très éloigné de celui de la littérature : il conspire constamment contre Arthur (et contre tout le monde) et s'agace de la sottise de Gauvain.